# Distretto di Taiping (Taichung)
Il distretto di Taiping (太平區S, Tàipíng QūP) è un distretto della municipalità di Taichung, situata a Taiwan.